# Psychotria remota
Psychotria remota är en måreväxtart som beskrevs av George Bentham. Psychotria remota ingår i släktet Psychotria och familjen måreväxter. Inga underarter finns listade i Catalogue of Life.